# Jackson (Minnesota)
Pour les articles homonymes, voir Jackson.
La ville américaine de Jackson est le siège du comté de Jackson, dans l’État du Minnesota. Sa population s’élevait à 3 299 habitants lors du recensement de 2010 et est estimée à 3 238 habitants en 2016.

## Source
- (en) Cet article est partiellement ou en totalité issu de l’article de Wikipédia en anglais intitulé « Jackson, Minnesota » (voir la liste des auteurs).